# Atelopus pyrodactylus
Atelopus pyrodactylus is een kikker uit de familie padden (Bufonidae) en het geslacht klompvoetkikkers (Atelopus). De soort werd voor het eerst wetenschappelijk beschreven door Pablo J. Venegas en Javier Barrio in 2006. Omdat de soort pas sinds recentelijk is beschreven wordt de kikker in veel literatuur nog niet vermeld.
Atelopus pyrodactylus leeft in delen van Zuid-Amerika en komt endemisch voor in Peru. De kikker is bekend van een hoogte van ongeveer 2860 meter boven zeeniveau. De soort komt in een relatief klein gebied voor en is hierdoor kwetsbaar. Door de internationale natuurbeschermingsorganisatie IUCN wordt de soort beschouwd als 'Krtiek'.
Atelopus pyrodactylus is slechts bekend van twee exemplaren en is sinds 2006 niet meer gezien.